# Marty McKenna
Martin "Marty" McKenna (nascido em 27 de julho de 1994) é uma personalidade de televisão inglês.

## Carreira
Em agosto de 2015, participou da terceira de Ex on the Beach como o ex de Jemma Lucy. Ele foi acompanhado por sua ex-namorada, Sarah Goodhart, antes de deixar o programa devido à desidratação.
Em outubro de 2015, logo após deixar Ex on the Beach, ingressou na décima segunda temporada de Geordie Shore. A temporada foi filmada entre outubro e novembro de 2015 e começou a ser exibida em 15 de março de 2016.

## Filmografia
| Ano       | Título          | Papel     | Notas                                      | Emissora |
| --------- | --------------- | --------- | ------------------------------------------ | -------- |
| 2015 2017 | Ex on the Beach | Ele mesmo | Ex de Jemma Lucy (Temporada 3) Temporada 7 | MTV UK   |
| 2016–2017 | Geordie Shore   | Ele mesmo | Elenco principal                           | MTV UK   |